# Gymnoscelis albicaudata
Gymnoscelis albicaudata là một loài bướm đêm trong họ Geometridae.